# Alistair Harrison
William Alistair Harrison (ur. 14 listopada 1954 w Guisborough), brytyjski polityk i dyplomata. Gubernator Anguilli od 21 kwietnia 2009 do 23 lipca 2013.

## Życiorys
Harrison ukończył studia na Uniwersytecie Oksfordzkim (1977) oraz na Uniwersytecie Londyńskim (1995).
Kariera zawodowa:
- 1977 – początek pracy w Foreign and Commonwealth Office (FCO)
- 1979–1982 – Trzeci, a następnie Drugi Sekretarz w ambasadzie brytyjskiej w Warszawie
- 1982–1984 – urzędnik w Departamencie Europy Południowo-Wschodniej FCO
- 1984–1986 – sekretarz w podsekretariacie parlamentarnym FCO
- 1987–1992 – Pierwszy Sekretarz ds. gospodarczych w Brytyjskiej Misji przy ONZ w Nowym Jorku
- 1992–1995 – wicedyrektor Departamentu Bliskiego Wschodu FCO
- 1995–1998 – wiceszef misji FCO w Warszawie
- 1998–2000 – doradca ds. polityki zagranicznej w Komisji Europejskiej w Brukseli
- 2000–2003 – członek Brytyjskiej Misji przy ONZ
- 2003–2005 – dyrektor Departamentu Organizacji Międzynarodowych FCO
- 2005–2008 – Brytyjski Wysoki Komisarz w Zambii
- 2009–2013 – gubernator Anguilli
- od 2014 – HM Marshal of the Diplomatic Corps

W 2020 został odznaczony Odznaką Honorową „Bene Merito”.